# Leavander Johnson
Leavander Johnson (* 24. Dezember 1969 in Atlantic City, New Jersey; † 22. September 2005 in Las Vegas, Nevada) war ein US-amerikanischer Profiboxer.

## Leben
Leavander Johnson begann seine Profikarriere nach 120 Amateurkämpfen 1989 im Alter von 19 Jahren.
Im März 1994 gelang ihm ein Sieg über den noch ungeschlagenen späteren Welttitelträger Sharmba Mitchell. Er hatte nach Punkten klar zurückgelegen, konnte den Kampf durch einen KO aber noch für sich entschieden.
Dadurch verdiente er sich einen Titelkampf gegen die anerkannte Nummer 1 der Klasse, den WBC-Weltmeister Miguel Ángel González, unterlag jedoch am 6. August 1994 durch technischen K. o. in der achten Runde.
In den nächsten drei Jahren bestritt er nur vier Kämpfe, die er jedoch alle gewann und somit eine weitere Chance auf einen Weltmeisterschaftskampf am 10. Mai 1997 erhielt. Johnson scheiterte allerdings im zweiten Versuch, einen anerkannten Weltmeistertitel zu gewinnen, er verlor vorzeitig gegen den WBA-Titelträger Orzubek Nazarow. Auch Nazarow war ungeschlagen und allgemein anerkannt.
Nach dieser erneuten Enttäuschung nahm er sich eine zweijährige Auszeit vom Boxen und kehrte erst im Juli 1999 in den Ring zurück. Doch schon im Juni 2001 unterlag er in einem Kampf um den Kontinentaltitel der WBC gegen seinen Landsmann Michael Clark wieder, Clark war zuvor gegen Artur Grigorian schwer k. o. gegangen. Langsam verfestigte sich der Eindruck, dass es für Johnson trotz seines Talents nicht zur absoluten Spitze reichen wird, da er in den entscheidenden Augenblicken regelmäßig versagte.
2002 besiegte er Jesus Zatarin, der seine letzten sechs Kämpfe nicht gewonnen hatte, nach Punkten. Gegen Emanuel Augustus, in den USA trotz Bilanz von 26-19-4 einigermaßen angesehen, kämpfte er unentschieden und trat dann gegen Julian Wheeler (22 Siege in 30 Kämpfen) einen Ausscheidungskampf der IBF an. Er gewann hauchdünn nach Punkten.
Er traf am 22. November 2003 auf den Mexikaner Javier Jauregui (zehn Niederlagen, zwei Unentschieden, zum Teil im Federgewicht) im Kampf um den vakanten Gürtel der IBF und war wiederum unterlegen.
Im Jahr 2005, der Titel der IBF war mittlerweile wieder vakant, gelang es Johnson schließlich nach 16 Jahren als Profi im Alter von 35 Jahren in seinem vierten Anlauf einen Titel zu gewinnen. Er besiegte den 39-jährigen Europameister Stefano Zoff (zu diesem Zeitpunkt neun Niederlagen) in Mailand durch technischen K. o. in der siebten Runde.
Bei seiner ersten Titelverteidigung gegen den Mexikaner Jesús Chávez am 17. September 2005 in Las Vegas zog er sich schwere Kopfverletzungen zu. Der Kampf wurde trotz vieler ernsthafter Treffer vom Ringrichter erst in der elften Runde abgebrochen. Unmittelbar nach Kampfende wurde er mit einer Hirnblutung in ein Krankenhaus eingeliefert, eine Notoperation zur Entfernung des Blutgerinnsels aus der rechten Gehirnhälfte konnte ihn jedoch nicht mehr retten. Er verstarb fünf Tage später an Herz- und Nierenversagen. Er hinterließ vier Kinder.